# Jean Lucas Oliveira
Jean Lucas de Souza Oliveira, noto semplicemente come Jean Lucas (Rio de Janeiro, 22 giugno 1998), è un calciatore brasiliano, centrocampista del Bahia.

## Caratteristiche tecniche
Mediano veloce, tenace e tecnico, abile nel gioco di transizione (è un centrocampista box-to-box), può ricoprire anche il ruolo di mezzala. Grazie alle sue qualità come passatore è abile a rompere le linee difensive degli avversari.

## Carriera

### Club

#### Flamengo e Santos
Cresciuto nelle giovanili del Flamengo, ha esordito in prima squadra il 18 gennaio 2018 in occasione di un match del Campionato Carioca vinto 2-0 contro il Volta Redonda. Il 16 febbraio firma un contratto di tre anni con clausola rescissoria fissata a 30 milioni. Il 22 aprile debutta nel Brasileirão, subentrando a Paquetá, nella partita persa in casa 2-0 contro l'América-MG. Nella prima stagione da professionista raccoglie 14 presenze in campionato, disputando anche due incontri in Coppa Libertadores.
Il 7 gennaio 2019 è prestato al Santos. Sotto la guida di Jorge Sampaoli diventa titolare fisso, disputando un totale di 20 partite.

#### Olympique Lione
Il 25 giugno 2019 è annunciato il suo passaggio ai francesi dell'Olympique Lione, con cui firma un quinquennale, per 8 milioni. Debutta in Ligue 1 il 9 agosto nella larga vittoria (3-0) sul campo del Monaco. La settimana seguente realizza il primo gol in carriera nel 6-0 all'Angers.

#### Brest
Il 12 gennaio 2021 viene ceduto in prestito al Brest.

#### Monaco
Il 2 agosto 2021, dopo la fine del prestito, viene ceduto al Monaco per 12 milioni di euro più il 15% sulla futura rivendita in favore del Lione.

## Statistiche

### Presenze e reti nei club
Statistiche aggiornate al 6 agosto 2021.
| Stagione        | Squadra         | Campionato      | Campionato | Campionato | Coppe nazionali | Coppe nazionali | Coppe nazionali | Coppe continentali | Coppe continentali | Coppe continentali | Altre coppe | Altre coppe | Altre coppe | Totale | Totale | Totale |
| Stagione        | Squadra         | Comp            | Pres       | Reti       | Comp            | Pres            | Reti            | Comp               | Pres               | Reti               | Comp        | Pres        | Reti        | Pres   | Reti   |        |
| --------------- | --------------- | --------------- | ---------- | ---------- | --------------- | --------------- | --------------- | ------------------ | ------------------ | ------------------ | ----------- | ----------- | ----------- | ------ | ------ | ------ |
| 2018            | Flamengo        | A/RJ+A          | 14+5       | 0          | CB              | 2               | 0               | CS                 | 2                  | 0                  | -           | -           | -           | 23     | 0      |        |
| 2019            | Flamengo        | A/RJ+A          | 0+2        | 0          | CB              | 0               | 0               | CS                 | 0                  | 0                  | -           | -           | -           | 2      | 0      |        |
| Totale Flamengo | Totale Flamengo | Totale Flamengo | 21         | 0          |                 | 2               | 0               |                    | 2                  | 0                  |             | -           | -           | 25     | 0      |        |
| 2019            | Santos          | A/RJ+A          | 9+5        | 0          | CB              | 6               | 0               | -                  | -                  | -                  | -           | -           | -           | 20     | 0      |        |
| 2019-2020       | O. Lione        | L1              | 11         | 1          | CF+CdL          | 3+2             | 0+2             | UCL                | 1                  | 0                  | -           | -           | -           | 17     | 3      |        |
| 2020- gen.2021  | O. Lione        | L1              | 8          | 0          | CF              | 0               | 0               | -                  | -                  | -                  | -           | -           | -           | 8      | 0      |        |
| Totale O. Lione | Totale O. Lione | Totale O. Lione | 19         | 1          |                 | 5               | 2               |                    | 1                  | 0                  |             | -           | -           | 25     | 3      |        |
| gen.-giu.2021   | Brest           | L1              | 16         | 0          | CF              | 1               | 0               | -                  | -                  | -                  | -           | -           | -           | 17     | 0      |        |
| 2021-2022       | Monaco          | L1              | 22         | 1          | CF              | 2               | 1               | UCL+UEL            | 2+6                | 0+0                | -           | -           | -           | 32     | 2      |        |
| Totale carriera | Totale carriera | Totale carriera | 92         | 2          |                 | 16              | 3               |                    | 11                 | 0                  |             | -           | -           | 119    | 5      |        |